# فرنسيسكو مونتيس
فرنسيسكو مونتيس (بالإسبانية: Francisco Montes)‏ هو لاعب كرة قدم مكسيكي في مركز الدفاع، ولد في 22 أبريل 1943 في ولاية زاكاتيكاس في المكسيك. شارك مع منتخب المكسيك لكرة القدم. أما مع النوادي، فقد لعب مع تيبورونيس روخوس دي فيراكروز ونادي نيكاكسا.

## وصلات خارجية
- فرنسيسكو مونتيس على موقع قاعدة بيانات كرة القدم.إي يو (الإنجليزية)
- فرنسيسكو مونتيس على موقع ناشيونال فوتبول تيمز (الإنجليزية)
- فرنسيسكو مونتيس على موقع Soccerway.com (الإنجليزية)
- فرنسيسكو مونتيس على موقع عالم كرة القدم.نت (الإنجليزية)